# Зелена якамара
Зелената якамара (Galbula galbula) е вид птица от семейство Якамарови (Galbulidae).

## Разпространение
Видът е разпространен в Бразилия, Венецуела, Гвиана, Колумбия, Суринам и Френска Гвиана.